# マリア・ヘスス・モンテロ
マリア・ヘスス・モンテロ・クアドラド（María Jesús Montero Cuadrado、1966年2月4日 - ）は、スペイン・セビリア出身の政治家。スペイン社会労働党(PSOE)所属。

## 経歴
両親は教師。セビリア大学で医学と外科学の学位を取得し、EADAビジネススクールで経営学の修士号を取得した。その後は病院管理者として働いた。2008年から2018年までアンダルシア州議会議員を務めた。2012年から2013年にはアンダルシア州政府健康・社会福祉大臣を務め、2013年から2018年にはアンダルシア州政府財務・行政大臣を務めた。2018年6月にスペイン社会労働党(PSOE)のペドロ・サンチェスがスペインの首相に就任すると、サンチェス内閣の財務大臣に就任した。2023年12月の内閣改造で発足した第3次サンチェス内閣では、第一副首相も兼務している。